# Университет Святого Дунстана
Университет Святого Дунстана (англ. St. Dunstan’s University, SDU) — бывший университет в северной части Шарлоттауна, Остров Принца Эдуарда, Канада. На его основе в 1969 году создан современный Университет Острова Принца Эдуарда. 
Посвящён святому Дунстану, архиепископу Кентерберийскому.

## История
В ноябре 1831 года в Шарлоттауне местный католический епископ Ангус Бернард Макичерн основал Колледж Святого Андрея, который стал первым в истории Атлантической Канады учебным заведением, готовившим католических священнослужителей. На основе этого колледжа 15 января 1855 года епископ Бернард Макдональд основал Колледж Святого Дунстана в качестве духовной семинарии для епархии Шарлоттауна.
В 1917 году Колледж Святого Дунстана получил провинциальный Устав о присуждении научных степеней и был преобразован в светский университет, имевший право выдавать научные степени. Фактически университет до весны 1941 года присуждал степени не выше бакалавра. В это время был связан с Университетом Лаваля, где присуждались более высокие научные степени. В 1956 году университет прекратил отношения с Университетом Лаваль и стал выдавать собственные научные степени. К середине XX века Университет Святого Дунстана стал региональным гуманитарным образовательным учреждением. После Второй мировой войны значительно возросло количество студентов, в связи с чем в студенческом кампусе, расположенном вдоль улицы Элм-авеню, были построены новые учебные и жилые помещения.
В 1960-х годах местное правительство проводило реформу образования, предпринятую в рамках Комплексного плана развития провинции Острова Принца Эдуарда и инициировало объединение Университета Святого Дунстана и Колледжа Принца Уэльского (PWC), на основе которых в мае 1969 года был создан современный Университет Принца Эдуарда. Кампус Колледжа Принца Уэльского был передан в ведение городских властей и стал основой нового местного Холлэнд-колледжа. Одновременно муниципальные власти переименовали Элм-авеню в Юниверсити-авеню.